# Christian Wilhelm Karl Ewald
Christian Wilhelm Karl Ewald (a partir de 1912, von  Ewald; Rehbach, 18 de junho de 1852 - Darmstadt, 2 de setembro de 1932) foi um Ministro de Estado do Grão-Ducado de Hesse e membro do Reichsgericht (Supremo Tribunal do Império Alemão).